# Chusquea perotensis
Chusquea perotensis är en gräsart som beskrevs av L.G.Clark, G.Cortes och Cházaro. Chusquea perotensis ingår i släktet Chusquea och familjen gräs. Inga underarter finns listade i Catalogue of Life.